# A Momentary Lapse of Reason
A Momentary Lapse of Reason (en español: Un lapso momentáneo de razón) es el decimotercer álbum de estudio de la banda de rock progresivo Pink Floyd, lanzado al mercado el 7 de septiembre de 1987. 
A principios de 1986, el guitarrista David Gilmour comenzó a reunir a músicos para dar forma a su tercer álbum en solitario, sin embargo, para finales de ese año, cambió de idea y decidió que el nuevo material serviría para un nuevo álbum de Pink Floyd, para ello decidió volver a contar con el batería Nick Mason y el teclista Richard Wright - este último despedido por Roger Waters en 1982 - para el proyecto. A pesar de que por motivos que había puesto Waters, Wright no podía ser readmitido como miembro de la banda, sin embargo, él y Mason ayudaron a Gilmour a poner a punto lo que sería el primer álbum de Pink Floyd desde el abandono del letrista y bajista Roger Waters en enero de 1986.
Se grabó principalmente en el estudio de Gilmour, Astoria, construido en una casa flotante. La producción estuvo marcada por una disputa legal entre Roger Waters y la banda respecto a quién debía tener los derechos sobre el nombre de "Pink Floyd", disputa que no se resolvió hasta varios meses después del lanzamiento del disco. A diferencia de la mayoría de los álbumes de estudio de la banda, A Momentary Lapse of Reason no tiene un tema central, pues se trata de una colección de canciones de rock compuestas en su mayoría por Gilmour y el músico Anthony Moore. A pesar de que recibió críticas de signo opuesto y de que Waters lo ridiculizó, gracias a la ayuda de una exitosa gira mundial superó con creces las ventas de su antecesor The Final Cut. A Momentary Lapse of Reason fue certificado multiplatino por la RIAA en Estados Unidos.

## Antecedentes
Después del lanzamiento en 1983 de The Final Cut (a veces considerado  un álbum en solitario de Waters por muchos aficionados), los tres miembros de Pink Floyd trabajaron en sus proyectos individuales. En 1984 el guitarrista David Gilmour expresó algunos de sus sentimientos sobre su relación con el bajista Roger Waters en su segundo álbum en solitario, About Face. Gilmour terminó su gira de About Face justo cuando Waters comenzó a promocionar su nuevo álbum en solitario, The Pros and Cons of Hitch Hiking. Aunque ambos músicos se habían juntado con otros músicos de éxito, incluyendo —en el caso de Waters— a Eric Clapton, ambos pensaban que, para sus seguidores, el atractivo de un nombre en solitario era menor que el de Pink Floyd. La escasa venta de entradas forzó a Gilmour a cancelar varios compromisos y el crítico musical David Fricke comentó que los espectáculos de Waters eran "un petulante eco, un intento trasparente de probar que Roger Waters era Pink Floyd". Después de un descanso de seis meses, Waters volvió a Estados Unidos en marzo de 1985, con una segunda gira. Sin embargo, esta vez lo hizo sin el apoyo de CBS Records, quienes no ocultaron el hecho de que lo que querían en verdad era otro disco de Pink Floyd. Waters respondió diciendo que la empresa era "una máquina".

En aquel momento, claro, yo solo pensaba: no puedo ver cómo podemos hacer otro disco o, si podemos, si será en un futuro lejano, y probablemente será por la sensación de una especie de obligación de hacerlo, más que por cualquier clase de entusiasmo.
Nick Mason

Mientras tanto, el batería Nick Mason asistió a un concierto de Waters en Londres en 1985 y admitió que echaba de menos ir de gira bajo el nombre de Pink Floyd. Su visita coincidió con el lanzamiento de su segundo álbum en solitario, Profiles, en agosto de ese año, en cuyo sencillo "Lie for a Lie" cantaba Gilmour. Con un amor compartido por la aviación, ambos tomaban lecciones de vuelo y más adelante compraron juntos un avión De Havilland Devon. Gilmour se dedicó a varias colaboraciones, incluyendo una actuación en un concierto de Bryan Ferry en el concierto Live Aid de 1985 y coproduciendo el álbum debut homónimo de The Dream Academy.
Waters dio una pista sobre su futuro en una entrevista a la revista Rolling Stone de 1982, en la que dijo: "Podría trabajar [en Pink Floyd] con otro baterista y con otro teclista fácilmente y es probable que en algún momento yo lo haga", pero en diciembre de 1985 anunció que él abandonaba la banda y que pensaba que Pink Floyd era "algo pasado". Gilmour veía las cosas de otra manera; el guitarrista se negó a dejar que Pink Floyd se acabase y tenía intenciones de seguir con la banda: "Le dije [a Waters], antes de que se marchase: «si te vas, tío, nosotros seguiremos. No lo dudes, seguiremos»". La contestación de Waters fue clara: "Nunca lo haréis, joder". Había escrito a EMI y a Columbia declarando su intención de dejar el grupo y les había pedido que le liberasen de sus obligaciones contractuales. También se había deshecho de los servicios del mánager de la banda Steve O'Rourke y contrató a Peter Rudge para llevar sus asuntos. Esto dejaba a Gilmour y Mason (en su opinión) libres para continuar usando el nombre de "Pink Floyd".
En ausencia de Waters, Gilmour comenzó a reclutar músicos para el nuevo proyecto. Unos meses antes, el teclista Jon Carin improvisó con Gilmour en su estudio Hookend, donde compuso la progresión de acordes que después se convertiría en "Learning to Fly", por lo que se le invitó a formar parte del equipo. Gilmour invitó a Bob Ezrin (coproductor de The Wall de 1979) a participar en el proyecto de ayudar a consolidar el nuevo material compuesto. La invitación llegó poco después de que el productor rechazase una oferta de Waters para trabajar en su nuevo proyecto en solitario, Radio K.A.O.S., a la que Ezrin no pudo corresponder: "… Era mucho más fácil para Dave y yo hacer nuestra versión de un álbum de Floyd". Ezrin llegó al Reino Unido en verano de 1986, para lo que después describió Gilmour como "trastear con un montón de demos". Llegados a este punto no había un compromiso firme para un nuevo álbum de Floyd, y públicamente, Gilmour decía que el nuevo material podría acabar siendo su tercer álbum en solitario. En una reunión de noviembre de 1986 entre Gilmour, Ezrin y el representante de CBS Stephen Ralbosky, el guitarrista no tuvo dudas sobre los sentimientos de Ralbosky: "¡Esta música no suena en absoluto como Pink Floyd, coño!" Gilmour, después admitió que la ausencia de Waters representaba un problema y que el nuevo proyecto se antojaba difícil sin su presencia. Gilmour experimentó con varios compositores como Eric Stewart y Roger McGough, pero finalmente se decantó por el músico Anthony Moore, quien después apareció en los créditos como coautor de "Learning to Fly" y "On the Turning Away". La idea de un álbum conceptual fue descartada y Gilmour optó por la más habitual forma de canciones sin un nexo temático definido entre ellas. Para final de año, ya había decidido que el nuevo material sería un nuevo álbum de Pink Floyd.

## Grabación
A Momentary Lapse of Reason, como se llamó más tarde, se grabó en varios estudios distintos, siendo el principal el Astoria, casa flotante de Gilmour, adquirida por el propio Gilmour en el verano de 1986. El barco se encontraba amarrado en el río Támesis, lo cual (según Ezrin), finalmente "se impuso" en todas las canciones. "Trabajar allí fue mágico, tan inspirador; jóvenes bajando en piraguas por el río, gansos volando...". Contrataron a Andy Jackson (un colega del amigo de Floyd James Guthrie) para que se encargase de la ingeniería de sonido. En una serie de sesiones discontinuas entre noviembre de 1986 y febrero de 1987, la banda de músicos de Gilmour trabajó en nuevo material, que a diferencia de otros trabajos de Floyd se grabó en una máquina analógica de 24 pistas y se utilizó el método del overdubbing con una grabadora digital Mitsubishi de 32 pistas. Esta tendencia de usar nuevas tecnologías continuó con la utilización de sincronización MIDI, controlado con una computadora Apple Macintosh.

No puedes volver atrás... Tienes que encontrar una nueva forma de trabajar, de operar y seguir adelante. No hicimos esto ni remotamente parecido a ningún otro álbum de Floyd. Fueron sistemas distintos, todo.
David Gilmour

Después de acordar volver a trabajar con el material que tan poco le había gustado a Ralbosky, Gilmour contrató nuevos músicos de sesión, incluyendo a Carmine Appice y Jim Keltner. Ambos baterías después reemplazaron a Mason en la gran mayoría de las canciones; Mason pensaba que estaba demasiado desentrenado para tocar las piezas, por lo que prefirió dedicarse a los efectos de sonido. Algunas de las partes de batería se hicieron con caja de ritmos. La nueva mujer de Wright, Franka, se puso en contacto con Gilmour para preguntarle si Wright podía contribuir en el nuevo álbum. Gilmour consideró la petición; el teclista había abandonado la banda en 1982, y había ciertos temas legales que complicaban su readmisión, pero después de una reunión en Hampstead fue readmitido, aunque no como miembro "oficial". Gilmour, después admitió —en una entrevista concedida al escritor Karl Dallas— que la presencia de Wright "nos haría más fuertes musical y legalmente". Por esto, se le contrató como músico con un sueldo de 11 000$ a la semana, aunque sus contribuciones fueron mínimas. La mayoría de las nuevas piezas de teclado ya estaban grabadas, por lo que desde febrero de 1987 sólo tocó algunos refuerzos con el órgano Hammond y un piano Fender Rhodes, junto a varias armonías vocales. El teclista también tocó un solo para "On the Turning Away", finalmente descartado, según Wright "no porque no les gustase [...]; simplemente pensaron que no encajaba". Gilmour después dijo: "Al principio, tanto Nick como Rick estaban catatónicos en cuanto a sus habilidades para tocar. Ninguno de ellos tocó realmente en este disco. A mi modo de ver, Roger les había destruido", un comentario que claramente enojó a Mason, quien contestó: "Niego que estuviese catatónico. Esperaría eso de la oposición, pero es menos atractivo viniendo de los aliados. En algún momento, pidió algo así como una disculpa". No obstante Mason sí que reconoció que Gilmour estaba nervioso sobre cómo se percibiría el álbum.

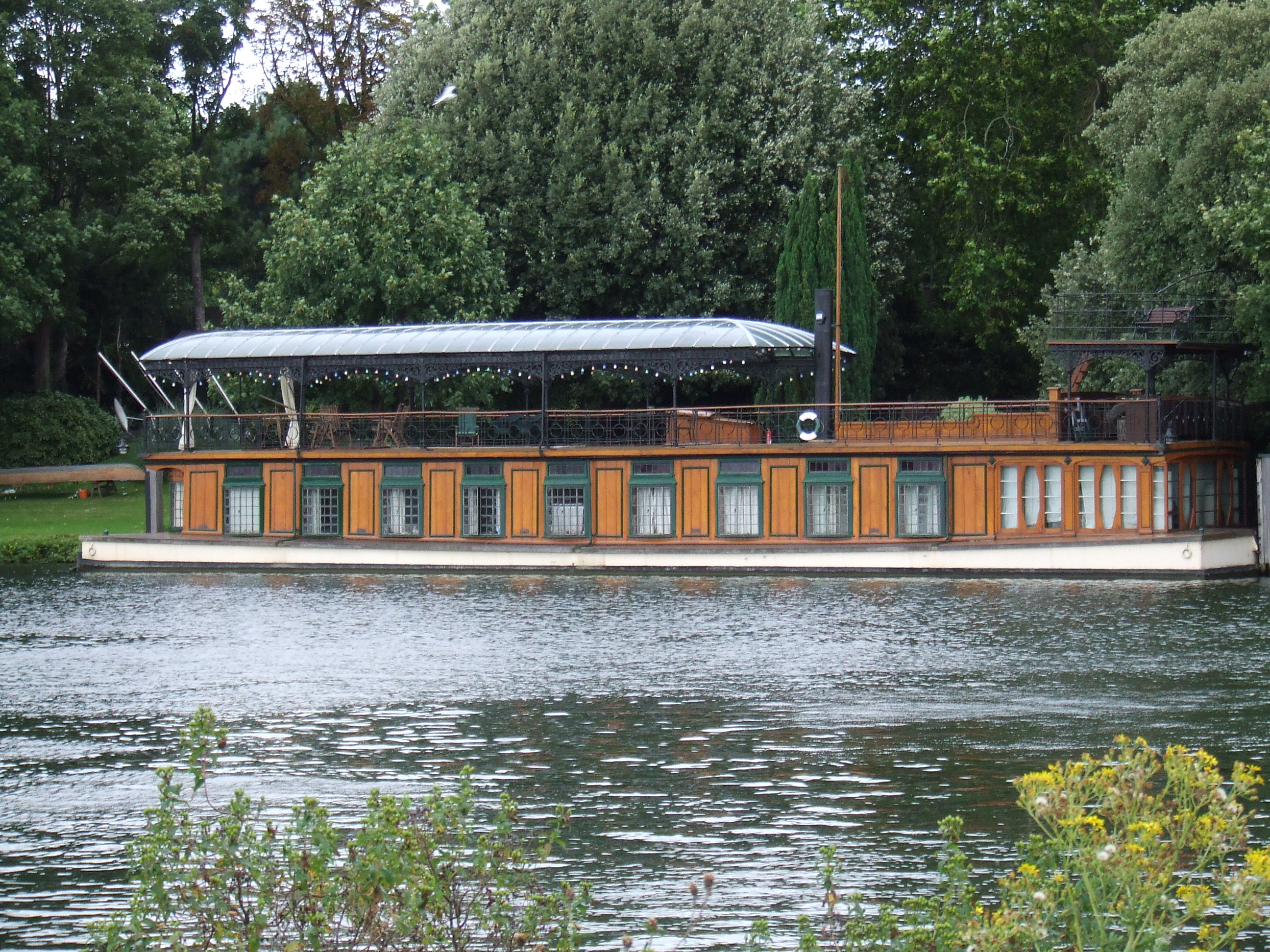
Imagen del estudio de grabación de Gilmour, Astoria.

"Learning to Fly", con su letra "circling sky, tongue-tied and twisted, just an earthbound misfit, I" (cielo haciendo círculos, retorcido y con la lengua atada, sólo un inadaptado encadenado a la tierra, yo), se inspiró en las lecciones de vuelo de Gilmour, que a menudo entraban en conflicto con sus obligaciones en el estudio. La pista también contiene una grabación de la voz de Mason, grabada durante un despegue. La banda experimentó con muestreos digitales, y Ezrin grabó el sonido del barquero de Gilmour (Langley Iddens) remando por el Támesis. La presencia de Iddens en las sesiones de grabación se hizo vital después de que, en una ocasión, el Astoria comenzase a ladearse en respuesta a la subida de la marea, que empujaba el barco contra el muelle en que estaba atracado. "The Dogs of War", que Gilmour dice tratar de "mercenarios políticos y físicos", se inspiró en un accidente durante la grabación. El sampler comenzó a emitir sonidos de una risa, que Gilmour pensó que sonaba como los ladridos de un perro. "Terminal Frost" era una demo antigua de Gilmour, en la que hacía tiempo que había querido trabajar añadiéndole letra, pero que finalmente decidió dejar como tema instrumental. En cambio, la letra de "Sorrow" se escribió antes de componer la música. El solo de guitarra que la abre se grabó en Los Angeles Memorial Sports Arena. Un estudio móvil con una grabadora de 24 pistas pasó la Fender de Gilmour a través del sistema de PA, y se grabó en sonido surround.
A pesar de la tranquilidad que ofrecía el Astoria, las sesiones se veían interrumpidas a menudo por las discusiones entre Waters y los otros miembros de Pink Floyd sobre los derechos para utilizar el nombre de "Pink Floyd". O'Rourke, en la creencia de que su contrato se había rescindido de forma ilegal, demandó al bajista por 25.000 £ de comisiones atrasadas. En una reunión de Pink Floyd Music Ltd (desde 1973, la cámara de compensación de Pink Floyd para todas las transacciones financieras) en otoño de 1986, Waters se enteró de que se había abierto una nueva cuenta bancaria para todo lo relativo al "nuevo proyecto de Pink Floyd". Inmediatamente, solicitó al juez que no permitiese el uso del nombre Pink Floyd nunca más, pero sus abogados descubrieron que la asociación comercial nunca se confirmó oficialmente y Waters volvió a los tribunales para intentar conseguir vetar que se pudiese usar el nombre en el futuro. Los abogados de Gilmour respondieron con un comunicado de prensa que afirmaba que Pink Floyd seguiría existiendo, llegando a decirle a un reportero del Sunday Times que "Roger es el perro del hortelano y voy a pelear con él, nadie más ha reclamado el nombre de 'Pink Floyd' para sí. Cualquiera que lo hiciese sería extremadamente arrogante". Waters visitó el Astoria en dos ocasiones, y mantuvo, junto con su mujer, una reunión con Ezrin en agosto de 1986 (el productor después sugirió que le estaba "echando un vistazo"). Como Waters seguía siendo accionista y director de la música de Pink Floyd, tenía el poder de bloquear cualquier decisión hecha por sus antiguos compañeros. En febrero de 1987, las sesiones de grabación se trasladaron a los Estudios Mayfair, y entre febrero y marzo —por un acuerdo con Ezrin para grabar cerca de su casa— a A&M Studios en Los Ángeles: "Fue fantástico porque [...] los abogados no podían llamar en mitad de las grabaciones, a menos que lo hiciesen en mitad de la noche". La revista Rolling Stone publicó un reportaje en julio de 1987 que trataba sobre las discusiones entre Waters y Pink Floyd, convirtiéndose en su número más vendido ese año. No obstante, las disputas legales llegaron a su fin en noviembre de ese mismo año.

## Presentación
El título del álbum se escogió tras haber considerado detenidamente el tema. Los tres títulos que se barajaron inicialmente fueron Signs of Life, Of Promises Broken y Delusions of Maturity.
Por primera vez desde Animals, de 1977, el encargado del diseño de la portada y el arte del álbum fue Storm Thorgerson. Su diseño final fue una larga ristra de camas de hospital colocadas en una playa. Se inspiró en una frase de la canción de la pista número seis del álbum "Yet Another Movie" que dice: "vestigios de relaciones que se han evaporado, dejando sólo ecos", y una pequeña insinuación de Gilmour sobre un diseño que incluía una cama en una casa de estilo mediterráneo. La portada muestra 800 camas de hospital, colocadas en Saunton Sands en Devon (donde, casualmente, se rodaron algunas de las escenas de Pink Floyd The Wall). El colega de Thorgerson se encargó de la distribución de las camas. En el cielo se divisa un ala delta, una referencia a la canción "Learning to Fly". El fotógrafo, Robert Dowling, ganó un premio concedido por la Asociación de Fotógrafos por la imagen, para la que necesitó unas dos semanas de trabajo. Para dejar claro el mensaje de que Waters ya no estaba en la banda, se incluyó en el interior del disco una fotografía grupal tomada por David Bailey, cosa que no ocurría desde Meddle. El nombre de Wright sólo aparece en la lista de créditos.

## Publicación
A Momentary Lapse of Reason se publicó en el Reino Unido y Estados Unidos el 7 de septiembre de 1987. Se posicionó inmediatamente en el puesto número tres de las listas de ambos países, sólo superado por los álbumes Bad de Michael Jackson y 1987 de Whitesnake. Aunque Gilmour inicialmente vio el álbum como una vuelta de la banda a su mejor época, Wright después discrepó, admitiendo que "las críticas de Roger eran justas. No es un álbum de la banda en absoluto".
Es notablemente diferente en estilo y contenido a su predecesor, The Final Cut. Gilmour presentó A Momentary Lapse como una vuelta a la vieja época de Pink Floyd, diciendo que, hacia el final de la época de Waters, las letras eran más importantes que la música. Gilmour afirmó que "The Dark Side of the Moon y Wish You Were Here fueron tan exitosos no sólo por las contribuciones de Roger, sino también porque había una mejor armonía entre la música y las letras [que en los álbumes posteriores]". También dijo que con A Momentary Lapse, había intentado restaurar ese equilibrio entre letras y música.

Creo que es muy superficial, pero una buena falsificación …  Las canciones en general son pobres; las letras casi no me las puedo creer. Las letras de Gilmour son de tercer nivel.
Roger Waters

## Recepción
La revista Q comentó que el álbum parecía un esfuerzo en solitario de Gilmour: "A Momentary Lapse of Reason es un álbum de Gilmour en la misma medida en que los anteriores cuatro que salieron bajo el nombre de Floyd estaban dominados por Waters". William Ruhlman de Allmusic.com comentó algo similar, diciendo en su reseña que era "un álbum en solitario de Gilmour en todo menos en el nombre". El Toronto Star escribió: "Algo falta aquí. Esto no es, a pesar de su peso pesado, un álbum que desafíe y provoque como Pink Floyd debiera. Perdonad que lo diga, pero A Momentary Lapse Of Reason es mundano, predecible". El crítico de The Village Voice Robert Christgau escribió: "A simple vista, casi no parece que la maestría conceptual de la banda se haya acabado..., quitando el hecho de que cada vez sacan menos ideas".
Sin embargo, y más allá de las críticas de la prensa, la recepción del público fue diametralmente opuesta. A Momentary Lapse of Reason fue certificado plata y oro en el Reino Unido el 1 de octubre de 1987, y oro y platino en Estados Unidos el 9 de noviembre. Se convirtió en doble platino el 18 de enero del año siguiente, triple platino el 10 de marzo de 1992 y cuádruple platino el 16 de agosto de 2001, superando holgadamente las ventas del álbum previo The Final Cut. Se reeditó en 1988 como edición limitada en formato LP, con pósteres y una confirmación para la compra de entradas para la gira de la banda por el Reino Unido. En 1994 se volvió a remasterizar y reeditar, mientras que en 1997 se reeditó nuevamente en Estados Unidos para celebrar el 10.º aniversario de su lanzamiento.
En 2019 se publicó una nueva edición del álbum, como parte del Box set «The Later Years», que contiene una versión remasterizada utilizando las pistas de batería de Mason y teclados de Wright que fueron descartados. Es bastante notable también que los sonidos de secuenciadores y sintetizadores han sido descartados o minimizados.

## Gira

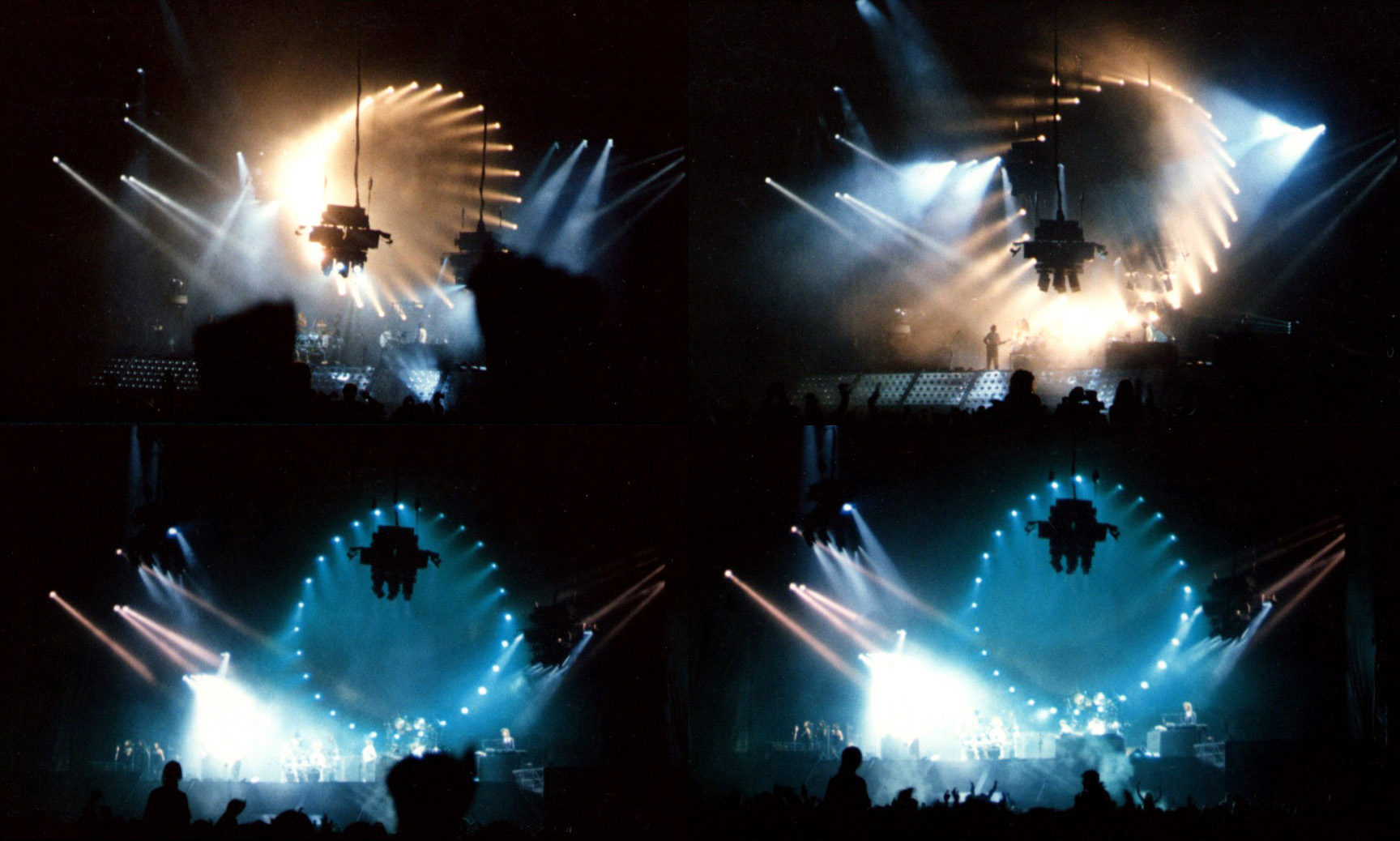
Foto del montaje de uno de los conciertos de la gira A Momentary Lapse of Reason.

La decisión de hacer una gira de promoción para el álbum se tomó antes incluso de que estuviese completo y los primeros ensayos fueron caóticos; Mason y Wright estaban desentrenados y al percatarse de que estaban intentando abarcar demasiado, Gilmour le pidió a Bob Ezrin que se hiciese cargo. Las cosas se complicaron incluso más cuando Waters contactó con varios promotores estadounidenses para amenazarles con demandas si se usaba el nombre de "Pink Floyd". Gilmour y Mason financiaron los costes iniciales (Mason usó su Ferrari 250 GTO como aval). Sin embargo, algunos promotores se sintieron ofendidos por las amenazas de Waters, hasta que finalmente se pusieron a la venta 60.000 entradas en Toronto que se vendieron en pocas horas.

Me amenazaron con el hecho de que teníamos un contrato con CBS Records y que parte del mismo podía interpretarse de tal modo que significase que teníamos un compromiso de crear producto para CBS y que si no seguíamos creando producto, podrían a) demandarnos y b) retener regalías si no hacíamos más álbumes. Así que dijeron: «Eso es lo que va a hacer la compañía discográfica, y el resto de la banda te va a demandar por todos sus gastos legales y cualquier pérdida de beneficios porque eres tú el que está impidiendo que la banda haga más discos». Me forzaron a renunciar a la banda porque, si no lo hacía, las repercusiones financieras me hubiesen barrido completamente.
Roger Waters

A la vez que la nueva formación (con Wright) realizaba una gira por América del Norte, se llevaba a cabo la gira Radio K.A.O.S. de Waters y, en ocasiones, en lugares cercanos. El bajista prohibió a todos los miembros de Pink Floyd asistir a sus conciertos, que tenían lugar generalmente en recintos más pequeños que los de sus antiguos compañeros. Waters consiguió una orden judicial por los derechos de autor del "cerdo volador" que usaba la banda, por lo que lo ataviaron con unos enormes genitales masculinos para distinguirlo del diseño original de Waters. Sin embargo, para noviembre de 1987, el bajista admitió su derrota, y el 23 de diciembre llegaron a un acuerdo legal después de reunirse en el Astoria. Mason y Gilmour podrían usar el nombre de Pink Floyd a perpetuidad, mientras que a Waters se le garantizó, entre otras cosas, derechos sobre The Wall. No obstante, la disputa no acabó del todo, con ocasionales desaires de Waters para con sus antiguos compañeros, mientras Gilmour y Mason respondían recalcando las afirmaciones de Waters de que fracasarían sin él. The Sun publicó una historia sobre Waters, quien según ellos había pagado a un artista para crear 150 rollos de papel higiénico con la cara de Gilmour. Waters después negó la historia, aunque deja patente lo alejados que se encontraban en aquel momento.
La gira Momentary Lapse fue un verdadero éxito. Todos sus conciertos en Estados Unidos registraron la máxima asistencia, siendo la gira más exitosa del año. Pronto siguieron giras por Australia, Japón y Europa (y particularmente el Reino Unido), antes de que la banda volviese dos veces más a Estados Unidos. El 22 de noviembre de 1988 se lanzó un álbum en directo titulado Delicate Sound of Thunder, seguido de un vídeo en junio de 1989. Pocos días después los tripulantes de Soyuz TM-7 pusieron el álbum, haciendo de Pink Floyd el primer grupo musical en ser escuchado en el espacio. La gira se dio por concluida en Knebworth Park en septiembre de 1990, después de más de doscientas actuaciones, una asistencia aproximada de 4,25 millones de espectadores, y una recaudación de más de 60 millones de libras esterlinas (sin incluir merchandising).

## Lista de canciones
| Lado 1 |                                |                              |          |  |
| N.º    | Título                         | Escritor(es)                 | Duración |  |
| 1.     | «Signs of Life» (instrumental) | Gilmour, Ezrin               | 4:24     |  |
| 2.     | «Learning to Fly»              | Gilmour, Moore, Ezrin, Carin | 4:53     |  |
| 3.     | «The Dogs of War»              | Gilmour, Moore               | 6:05     |  |
| 4.     | «One Slip»                     | Gilmour                      | 5:10     |  |
| 5.     | «On the Turning Away»          | Gilmour, Moore               | 5:42     |  |

| Lado 2 |                                   |                  |          |  |
| N.º    | Título                            | Escritor(es)     | Duración |  |
| 1.     | «Yet Another Movie»               | Gilmour, Leonard | 6:15     |  |
| 2.     | «Round and Around» (instrumental) | Gilmour          | 1:12     |  |
| 3.     | «A New Machine» (parte 1)         | Gilmour          | 1:46     |  |
| 4.     | «Terminal Frost» (instrumental)   | Gilmour          | 6:17     |  |
| 5.     | «A New Machine» (parte 2)         | Gilmour          | 0:38     |  |
| 6.     | «Sorrow»                          | Gilmour          | 8:48     |  |

## Personal
| Pink Floyd - David Gilmour - voz, guitarras, teclados, secuenciadores - Nick Mason - batería, percusión, caja de ritmos, efectos de sonido - Richard Wright - teclados, órgano Hammond, coros (fue acreditado como miembro del grupo hasta la reedición 2011 del álbum, debido a limitaciones legales en 1987) Producción - Bob Ezrin: productor - David Gilmour: productor - Andrew Jackson: ingeniero de sonido, mezclas - James Guthrie: remezclas adicionales | Músicos adicionales - Bob Ezrin: teclados, percusión, secuenciadores - Tony Levin: bajo, chapman stick - Jim Keltner: percusión - Steve Forman: percusión - Jon Carin: teclados - Tom Scott: saxofón alto, saxofón soprano - Scott Page: saxofón tenor - Carmine Appice: batería - Patrick Leonard: sintetizadores - Bill Payne: órgano Hammond - Michael Landau: guitarra - John Helliwell: saxofón (aparece como "John Halliwell" en los créditos) - Darlene Koldenhaven: coros - Carmen Twillie: coros - Phyllis St. James: coros - Donnie Gerrard: coros |

## Posición en listas
| Lista (1987)                    | Posición |
| ------------------------------- | -------- |
| Lista británica de álbumes      | 3        |
| Lista estadounidense de álbumes | 3        |
| Lista australiana de álbumes    | 47       |
| Lista noruega de álbumes        | 2        |
| Lista suiza de álbumes          | 2        |

| Año  | Sencillo          | Lista                        | Posición |
| ---- | ----------------- | ---------------------------- | -------- |
| 1987 | "Learning to Fly" | US Billboard Hot 100         | 70       |
| 1988 | "One Slip"        | Lista británica de sencillos | 50       |